# Sport Clube União Torreense
El Sport Clube União Torreense és un club de futbol portuguès de la ciutat de Torres Vedras.

## Història
El club va ser fundat l'any 1917, amb el nom Sport União Torreense. Va jugar sis temporades a la primera divisió portuguesa. A més, disputà la final de copa portuguesa el 1956 perdent per 2-0 amb el FC Porto. Després d'uns anys en categories inferiors, la temporada 2010-11 retornà a segona divisió nacional.

## Palmarès
- Segona divisió portuguesa de futbol: 
  - 1954-55[4]